# Stigmacros impressa
Stigmacros impressa är en myrart som beskrevs av Mcareavey 1957. Stigmacros impressa ingår i släktet Stigmacros och familjen myror. Inga underarter finns listade i Catalogue of Life.